# Первенство России по футболу среди женщин (второй дивизион)
Второй дивизион России по футболу среди женщин — третий по силе дивизион чемпионата России по футболу среди женских команд. Турнир проводился с 1992 года по 2019 год под эгидой Российского футбольного союза. Первый чемпионат России был проведён в 1992 году, до 1994 года (включительно) турнир назывался «Второй лигой», был возобновлен в 2006 году как «Второй дивизион», формат которого подразумевал две стадии: региональные чемпионаты МРО (Объединений региональных федераций футбола) и финальный этап между победителями каждого МРО. В 2020-2021 годах общий финал победителей региональных соревнований не проводился, эти соревнования шли параллельно. Формат соревнований Второго дивизиона в 2022 году был перенесен в Первую лигу, в результате Второй дивизион был упразднён.
Последним клубом, выбывшим из Первого дивизиона во Второй, была ДЮСШ №3-Сталь (Губкин), занявшая четвертое место в группе B (Юг) Первого дивизиона 2018 и перешедшая во Второй дивизион 2019, заменившая тем самым свою молодёжную команду в зоне Центр.
Последний переход между дивизионами в российском женском футболе был совершен 6-тью командами Второго дивизиона 2019 (Олимп-Магнолия (Новотитаровская), СШОР Волга (Ульяновск), Юнона (Ростов-на-Дону), Факел (Воронеж), Победа (Новороссийск) и Сталь-Куряночка (Курск)), которые перешли в Первую лигу 2020.

## Призёры
|                                                                      | Сезон | Победитель                   | Второе место                      | Третье место               | Источники |
| 1                                                                    | 1992  | Локомотив (Москва)           | Гамма-ТАН (Казань)                | ТРАСКО (Москва)            | [ 1 ]     |
| 2                                                                    | 1993  | КДС-Идель (Уфа)              | Белые ветры (Москва)              | ФШМ Сибирячка (Красноярск) | [ 2 ]     |
| 3                                                                    | 1994  | КАМАЗ-АЗ (Набережные Челны)  | Кубаночка (Краснодар)             | ФШМ (Красноярск)           | [ 3 ]     |
| с 1995 по 2005 годы не проводился                                    |       |                              |                                   |                            |           |
| 4                                                                    | 2006  | Дана (Москва)                | ЦСК ВВС (Самара)                  | Чайка (Усмань)             | [ 4 ]     |
| 5                                                                    | 2007  | Лада (Тольятти)              | Кузбасс (Кемерово)                | Приалит (Реутов)           | [ 5 ]     |
| 6                                                                    | 2008  | Олимп (Старый Оскол)         | Чертаново-2 (Москва)              | ШВСМ (Воронеж)             | [ 6 ]     |
| 7                                                                    | 2009  | Зоркий (Красногорск)         | Зенит-Сигнал (Челябинск)          | Мордовия (Саранск)         | [ 7 ]     |
| 8                                                                    | 2010  | Истра (Истринский район, МО) | Альфа (Калининград)               | Царицыно (Москва)          | [ 8 ]     |
| 9                                                                    | 2011  | Царицыно (Москва)            | Исток (Успенское)                 | Динамо (Киров)             | [ 9 ]     |
| в 2012 году финал среди команд Второго дивизиона не проводился       |       |                              |                                   |                            |           |
| 10                                                                   | 2013  | Царицыно (Москва)            | Савёловская (Москва)              | Приалит (Реутов)           | [ 10 ]    |
| 11                                                                   | 2014  | ДЮСШ Энергия (Воронеж)       | Приалит (Реутов)                  | Царицыно (Москва)          | [ 11 ]    |
| 12                                                                   | 2015  | СШОР № 27 Сокол (Москва)     | ДЮСШ-2 Магнолия (Новотитаровская) | Волга СДЮСШОР (Ульяновск)  | [ 12 ]    |
| 13                                                                   | 2016  | Спарта (Москва)              | СШОР № 46 (Москва)                | Феникс (Санкт-Петербург)   | [ 13 ]    |
| 14                                                                   | 2017  | УОР-Россиянка (Звенигород)   | ЦСКА (Самара)                     | Магнолия (Новотитаровская) | [ 14 ]    |
| 15                                                                   | 2018  | Спарта-Свиблово (Москва)     | СКА-УОР №2 (Звенигород)           | Лидер (Санкт-Петербург)    | [ 15 ]    |
| 16                                                                   | 2019  | УОР №2 (Звенигород)          | Олимп-Магнолия (Новотитаровская)  | Спарта-Свиблово (Москва)   | [ 16 ]    |
| в 2020-2021 гг. - общий финал не проводился, с 2022 года - упразднён |       |                              |                                   |                            |           |